# Marta Gam
Marta Gam (Buenos Aires, Argentina; 23 de mayo de 1928  - ibídem, 18 de enero de 1988) fue una actriz argentina de cine, teatro y televisión.

## Carrera
Notable actriz teatral plasmó en la pantalla y en escena sus más profundos personajes dramáticos.
En el teatro formó parte de la compañía del Teatro judío IFT (Yidischer Folk's Teater o Teatro Popular Judío) formado por inmigrantes. Grandes figuras del teatro Argentino salieron de esa escuela.
En la década de 1970 formó parte de la famosa lista negra impuesta por Proceso de Reorganización Nacional encabezado por Jorge Rafael Videla, entre otros.

## Vida privada
Estuvo casada por varias décadas con el actor argentino Ignacio Finder.
Tuvo una hija, actriz y escritora. Silvia Finder Gam  y 3 nietos.

## Filmografía
- 1965: El ídolo
- 1965: Pajarito Gómez
- 1966: Buenos Aires, verano 1912
- 1967: El ABC del amor (segmento Noche terrible) como la madre de la amiga
- 1970: El habilitado
- 1974: La Madre María
- 1974: Los gauchos judíos
- 1974: Proceso a la infamia como la Madama
- 1977: La muerte de Sebastián Arache y su pobre entierro
- 1982: Casi no nos dimos cuenta
- 1984: La Rosales
- 1984: Los insomnes[2]

## Televisión
- 1966: Los días de Julián Bisbal
- 1969/1970: Cosa juzgada
- 1970: Gran teatro universal
- 1970: Las grandes novelas
- 1970: Mujer
- 1971: Los creadores
- 1971: Ciclo de teatro argentino
- 1972: Alta comedia, emitido por Canal 9 donde se presentó la versión televisiva de Esperando la carroza, interpretada por China Zorrilla, Pepe Soriano, Raúl Rossi, Dora Baret, Alberto Argibay, Lita Soriano, Alicia Berdaxagar , y la actriz austriaca Hedy Crilla  como Mamá Cora.
- 1972: Amarillo
- 1972: Jueves sorpresa
- 1973: Tardes de cine y teatro
- 1973: El mundo del espectáculo
- 1973: Teatro argentino
- 1974: Vermouth de teatro argentino
- 1974: El teatro de Jorge Salcedo
- 1975: Piel naranja como Asunción
- 1980: Casa de muñecas  como Ana Mari
- 1980: Rosa... de lejos como Juliana
- 1981: Un latido distinto
- 1982: Nosotros y los miedos
- 1982: Los especiales de ATC como Blanca
- 1982: Un novio difícil como Angustias
- 1983: Los días contados como Carmen
- 1983: El teatro de Irma Roy
- 1983: Llévame contigo
- 1984: Alguien como usted
- 1985: Increíblemante sola como Analía
- 1985: Coraje mamá como Mercedes
- 1986: El lobo como Luciana
- 1987: Me niego a perderte[3]

## Teatro
- Uriel Acosta (1956), junto con Elita Aisenberg, Jaime Kogan, Manuel Ledvabni y Tito Guejman.
- El alma buena de Szechwan (1958)
- Réquiem para un viernes a la noche (1964) como Leie, de Germán Rozenmacher.
- Los días de Julián Bisbal, de Tito Cossa, junto con Fausto Aragón.
- Equus (1977)[4]
- Lorenzaccio (1978)
- Romance de lobos (1979) como La mujer del Morcego
- Noches blancas (1981)
- Chúmbale (1983)
- Namun -Co ( 1966) como la China Cuartelera. Aquí obtuvo el premio Talía como la mejor actriz
- La Luna en un Chal de Arcoiris de Errol Jhon en el teatro Los Independientes ( 1969) Premio a la mejor actriz otorgado por el Semanario Teatral del aire TALÍA.
- Romeo y Julieta en el teatro San Martín interpretando a la nodriza
- Libertad, Libertad, Libertad con el clan Stivel